# Hospital Militar Dr. José Ángel Álamo
El Hospital Militar Dr. José Ángel Álamo es un centro de Salud tipo IV que se localiza en el sector Ujano de la ciudad de Barquisimeto, en el Estado Lara, al centro occidente del país sudamericano de Venezuela. Se trata de una institución de 51 mil metros cuadrados que presta servicios a toda la población local, regional y de estados vecinos tanto civiles como militares y sus familias.
El proyecto se planteó inicialmente en los años 70 del siglo XX pero se paralizó con apenas 10% de ejecución en 1971 y se mantuvo así por décadas. En julio de 2011 el entonces presidente Hugo Chávez aprobó recursos para retomar la construcción y finalizarla. Sería inaugurado por los Ministerios de Salud y defensa de Venezuela en octubre de 2012, como el séptimo hospital militar del país.